# Europese auto in 1940
Dit artikel geeft een overzicht van alle Europese personenwagens geproduceerd in 1940 door een significante autoconstructeur. De auto's staan alfabetisch gerangschikt per merk. Hier staan enkel Europese merken, ongeacht of ze eigendom zijn van een niet-Europees concern. Ook gaat het om constructeurs die algemeen bekend zijn met auto's die algemeen voor het publiek verkrijgbaar zijn. 
| Bugatti |                  | concern:          | Onafhankelijk |
| Bugatti | divisie:         |                   |               |
| Bugatti | merk:            | Bugatti Frankrijk |               |
| Bugatti | model:           | Type 68           |               |
| Bugatti | einde productie: | 1946              |               |
| Bugatti | productieaantal: | ?                 |               |

| KIM |                  | concern:        | Onafhankelijk |
| KIM | divisie:         |                 |               |
| KIM | merk:            | KIM Sovjet-Unie |               |
| KIM | model:           | KIM-10          |               |
| KIM | einde productie: | 1941            |               |
| KIM | productieaantal: | 512             |               |

| Opel |                  | concern:         | General Motors Verenigde Staten |
| Opel | divisie:         |                  |                                 |
| Opel | merk:            | Opel Duitsland   |                                 |
| Opel | model:           | Kraftfahrzeug 15 |                                 |
| Opel | einde productie: | 1943             |                                 |
| Opel | productieaantal: | 10.000           |                                 |

| Peugeot |                  | concern:          | Onafhankelijk |
| Peugeot | divisie:         |                   |               |
| Peugeot | merk:            | Peugeot Frankrijk |               |
| Peugeot | model:           | VLV électrique    |               |
| Peugeot | einde productie: | 1944              |               |
| Peugeot | productieaantal: | ?                 |               |

| Volkswagen |                  | concern:             | Onafhankelijk |
| Volkswagen | divisie:         |                      |               |
| Volkswagen | merk:            | Volkswagen Duitsland |               |
| Volkswagen | model:           | Schwimmwagen         |               |
| Volkswagen | einde productie: | 1945                 |               |
| Volkswagen | productieaantal: | 14.200               |               |

| Volvo |                  | concern:     | Onafhankelijk |
| Volvo | divisie:         |              |               |
| Volvo | merk:            | Volvo Zweden |               |
| Volvo | model:           | Ecg          |               |
| Volvo | einde productie: | 1945         |               |
| Volvo | productieaantal: | ?            |               |